# Emar

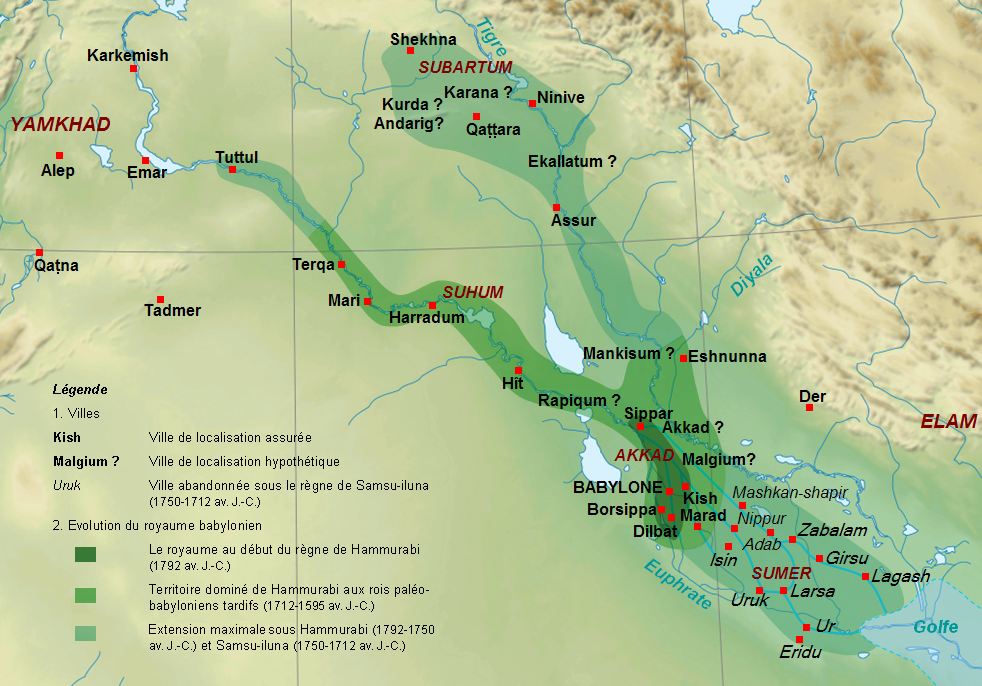
Mapa Mezopotamii w czasach panowania I dynastii z Babilonu (1894-1595 p.n.e.) z zaznaczonym położeniem miasta Emar.

Emar (obecnie Tell Meskene) – starożytne miasto położone w północno-wschodniej Syrii, nad Eufratem. Ze względu na liczbę odnalezionych tabliczek z pismem klinowym uznawane za jedno z najważniejszych stanowisk archeologicznych w Syrii.

## Historia
Pierwsze wzmianki o mieście pochodzą z XXV wieku p.n.e. i dotyczą uzależnienia miasta od miasta Ebla. Kolejne wzmianki pochodzą z XVIII wieku p.n.e. i mówią o wpływach królestwa Jamhad.
Od XIII wieku p.n.e. datują się dokumenty znalezione w Emar (w większości w języku akadyjskim) z których wynika pojawienie się w mieście wpływów hetyckich. Po roku 1187 p.n.e. miasto zostało zniszczone przez pożar.
W Tell Meskene odnaleziono liczne archiwa z tabliczkami klinowymi. Są to dokumenty głównie gospodarcze, dotyczące funkcjonowania administracji państwowej i świątynnej. Tabliczki te, jak i całą syryjską dokumentację pałacową odróżnia od analogicznych mezopotamskich archiwów, wielojęzyczność. Nieraz te same teksty, szczególnie o charakterze dyplomatycznym, zachowały się w dwóch wersjach językowych.